# Buch von der Deutschen Poeterey
Buch von der Deutschen Poeterey ist der Titel eines 1624 erschienenen Werks von Martin Opitz mit einer Poetik der deutschen Sprache. Es handelt sich hierbei um die erste deutschsprachige Regelpoetik überhaupt. Sie enthält Vorschriften für regelgeleitetes Dichten für fast alle zu dieser Zeit verbreiteten lyrischen Gattungen und hat die deutsche Dichtung im Allgemeinen nachhaltig beeinflusst und beflügelt.

## Entstehungskontext
Das Buch von der Deutschen Poeterey, ihr Entstehungsumfeld und ihre Entstehungsgeschichte sind geprägt von vermeintlichen Gegensätzen, welche durch Martin Opitz Annäherung finden.
In der Renaissance liegt die deutsche Kultur hinter den Nachbarländern (Frankreich, Italien und den Niederlanden) zurück. Diese historische Selbstreflexion des deutschen Humanismus und Späthumanismus (zwischen 1500 und 1630) ist demnach von der Apologie gegen den Vorwurf des barbarischen Germaniens, welches durch die Kolonialisierung der Goten und Vandalen einige Jahrhunderte zuvor geprägt ist, durchzogen.
Deshalb wird versucht, dieses Problem durch die Nationalisierung der humanistischen Poesie und einer daraus folgenden Erfindung einer deutschen Kunstdichtung zu lösen. Es entsteht eine „eigene Traditionslinie“, dabei stellen der „Germanenmythos und die Germanenideologie […] bis ins 18. Jahrhundert“ das kulturpolitische Gegenstück zur „Rom-Ideologie“ dar.
Die Schrift Aristarchus sive de contemptu linguae Teutonicae, welche man als „Urelement“ von Opitzʼ Regelpoetik ansehen kann, erscheint 1617 in Beuthen bei Johannes Dörfer. Schon in diesem Werk konstituiert Opitz „erste Muster einer deutschen Kunstdichtung“. Wie der übersetzte Titel „Aristarchus oder von der Verachtung der deutschen Sprache“ zeigt, wird die Apologetik hier auf die Volkssprache bezogen. Begründet wird dies über die Germanenideologie in Tacitusʼ Germania. Die den germanischen Vorfahren zugeschriebenen Eigenschaften der Tapferkeit, der Stärke und der Sittenreinheit überträgt Opitz auch auf die germanische Sprache. Im Anschluss daran formuliert er eine ungebrochene Kontinuitätslinie des „tradierten Volks- und Sprachcharakters“ bis in die gegenwärtige Zeit. Gleichzeitig setzt er mit einer anschließenden Schilderung des Verfalls der antiken Sprachen Latein und Griechisch einen Kontrast zur weiteren Legitimation der deutschen Sprache. Opitz ist der Meinung, dass es eine „Kulturpolitik“ nicht ohne rhetorische Politik geben kann, weshalb seine poesiologischen Regeln nur in dem kulturpolitischen Kontext verstanden werden können. (Dies bewegt Marian Szyrocki und Herbert Jaumann möglicherweise dazu, die Poeterey als „Kampfschrift“ und als „kulturpolitisches Programm und Manifest des Aufbruchs“ zu betiteln.) Zudem kann durch eine Gegenüberstellung der beiden Werke der Einstellungswandel Opitz᾿ gegenüber der Antike und deren Poetik beobachtet werden.
Der Aristarchus hat das zentrale Anliegen, das „Deutsche[…] als Literatursprache“ vergleichbar mit den romanischen Sprachen zu machen. Jedoch muss dazu ein ‚nationales‘ Altertum er-/gefunden werden, auf welches sich berufen werden kann.
Außerdem steht Opitz vor dem Problem, dass es keine einheitliche lingua Germanica gibt. Im Aristarchus beschreibt er die Kultur der Germanen als integrale Einheit aus Tugend, Politik und Sprache, die er auch für die gegenwärtige Kultur fordert. Er plädiert, zurück zur eingeborenen „Stärke und Reinheit des Deutschen“ zu kommen, und will, dass die deutsche Sprache „zum Medium einer Kunstdichtung“ ausgebaut wird. Die Reinheit des Deutschen wird mit der natura beschrieben, also dass die deutsche Sprache eine „Natursprache“ sei, in welcher „Ausdruck und Absicht […] konvergieren“.
Hierbei kritisiert Opitz die sprachliche Entwicklung seiner Gegenwart, er bezeichnet sie als „Krisen- und Wendepunkt“, in welcher „das Ende der deutschen Freiheit durch romanische Sprachinvasion“ nahe sei. So kämpft er gegen zwei scheinbar konträre Dinge: einerseits gegen das, was momentan in Mode ist (den „exzessiven Gebrauch romanischer Fremdwörter“ in der deutschen Sprache), andererseits „gegen den Exklusivitätsanspruch der akademischen Welt, die weiterhin das Lateinische gegenüber der Volkssprache privilegiert“.
Der zweite Teil des Aristarchus befasst sich mit der Sprachkunst (ars), in welchem er dazu rät, durch die romanischen Sprachen zu lernen und durch sie die eigene Sprache kunstvoller gestalten zu können. Wieder ergibt sich ein ambivalentes Bild: Einerseits steht das Deutsche als Natursprache dem Romanischen in nichts nach, andererseits soll man von ebendiesem lernen, wie das Deutsche ausgeschmückt werden kann. Die Teutonicum idioma ist demnach sowohl „perfekt [als auch] perfektibel“, sie muss sowohl verteidigt als auch kultiviert werden.

## Aufbau und Inhalt
Im Vergleich der Poeterey mit dem Aristarchus lassen sich zwischen 1617 und 1624 Akzentverschiebungen beobachten. Im Gegensatz zum Appell im Aristarchus, sich durch die romanischen Sprachen bereichern zu lassen, kehrt Opitz im „prominentesten Teil der Poeterey“, der Prosodie- und Metrik-Reform in Kapitel VII, der romanischen Metrik den Rücken und führt den Leser hin zum akzentuierenden und alternierenden Vers. Dabei verschiebt sich der Blick auf die antike Dichtung: Was zuvor noch Konkurrenz oder Analogie war, wird nun Begründung der Reform.
Der Wandel der „skeptische[n] Haltung gegen eine dekadente Latinität“ wird vermutlich durch die Auseinandersetzung mit Daniel Heinsius᾿ Nederdeuytschen Poemata (1608) angestoßen. Opitz inkorporiert die idealtypischen Normen und Strukturen der antiken Dichtungslehre und -tradition (wie Heinsius sie entwarf) in das Modell einer „deutschen“ Renaissancedichtung. Außerdem übernimmt er die Tradition der neulateinischen Poetik von Julius Caesar Scaliger aus dem Jahr 1561, die Wurzeln seiner übernommenen Traditionen verheimlicht Opitz seinem Publikum dabei nie.
Durch seine „doppelte Poetik“ (zum einen die antike Poetik, die analog auf die Verhältnisse der deutschen Sprache adaptiert wird, zum anderen die romanische und niederdeutsche Poetik, an welcher sich die Akzent- und Alternationsregeln orientieren), ist es ihm nun möglich, in Kapitel V eine Gattungslehre zu erschaffen, in welcher alle Textsorten einen Platz finden.

## Kapitel VII – die metrische Reform
Das in Kapitel VII geschriebene „neue Doppelgesetz von Akzent und Alternation“ ist in ihren einzelnen Teilen keine Neuheit an sich, „die korrelative Verbindung beider Gesetze zu einem Naturgesetz der deutschen Metrik“ und „die Übertragung auf Deutschland“ jedoch schon.
Opitz revolutioniert damit die deutsche Prosodie: Plötzlich reicht das Benützen der Muttersprache, um die prosodischen Verhältnisse zu durchschauen, und jeder, der ein deutsches Sprachgefühl hat, kann in der Theorie einen metrisch-prosodisch korrekten Vers bilden. Dabei ist es trotzdem möglich, im antiken Schema der Versfüße weiterhin „den deutschen Vers nach antikem Vorbild zu skandieren“.
Auch hier sind die Grundsätze des Zusammenhangs von prosodischem und metrischem Alternieren im Rückbezug auf die antike Prosodie bereits bei Johannes Clajus festzustellen, dieser versucht, einen Nachweis der Theoriefähigkeit und -haltigkeit der deutschen Sprache zu finden. Clajus nimmt sich dabei Luther als volkssprachliches Vorbild und bezeichnet ihn sowohl als „modello di lingua“ (im Grammatikteil) als auch [als] modello di poesia (im Prosodieteil). Von dieser Erhöhung des deutschen Reformators nimmt Opitz jedoch Abstand, er spricht viel eher von fehlenden anderen Vorbildern, wobei er natürlich sich selbst als „Archegeten der deutschen Sprache und Dichtung […] stilisieren“ will.

## Rezeption und Wirkung
Mit dem Einführen des Systems der akzentuierend-alternierenden Silben will Opitz in Bezug auf die antike Poetik keinesfalls „Widersprüche und Diskrepanzen“ herausarbeiten, vielmehr strebt er mit seinem Betonungsgesetz an, „der Rhythmik des antiken Gedichtes gleich[zu]kommen“.
„Er übertrug das System der französischen Gattungspoetik mit apodiktischem Lakonismus ins Deutsche und bestimmte durch seine Andeutungen die Schubladeneinteilung der Ästhetiken noch bis ins 19. Jh.“
Das Buch von der Deutschen Poeterey erfährt, insbesondere ab 1630, eine starke Resonanz in der deutschsprachigen Gelehrtenkultur. Opitz füllt die Leerstelle aus, die mit dem Bedürfnis nach einem Neuansatz in der Literatur des frühen 17. Jahrhunderts eröffnet worden war, und wird im protestantischen Raum zum „Maßstab, hinter den es nicht mehr möglich ist, zurückzufallen“. Weiterhin kommt es in den 1630er und 1640er Jahren zu Fortführungen der Versreform durch die Präzisierung, die Verschärfung und die Weiterentwicklung der opitzschen Regeln, bspw. durch August Buchner, dessen Schüler Philipp von Zesen, Johann Peter Titz oder Justus Georg Schottel. Die starke Rezeption zeigt sich bereits darin, dass das Buch von der Deutschen Poeterey zwischen 1634 und 1690 in zwölf Auflagen erschien, wobei Opitz selbst an keiner der Ausgaben nach 1624 beteiligt war.
Für die kommenden Jahrhunderte stellt Opitz mit seinem Buch von der Deutschen Poeterey nicht nur den rhetorischen „Anschluß an die Elitenkultur des gemeineuropäischen gelehrten Späthumanismus“, sondern auch den Anschluss der deutschsprachigen Dichtung an die europäische Weltliteratur her. Er begründet mithin den Weg zur Etablierung einer Kunstdichtung in deutscher Sprache, indem er deren Grundprobleme erfasst, um anschließend Richtlinien für die deutsche Poesie zu formulieren und zu begründen. Gleichzeitig beweist Opitz anhand eigener Beispiele die praktischen Anwendungsmöglichkeiten dieser Richtlinien, wodurch er deren „Nachweis des Gelingens“ in der Praxis erbringt.
Ferner erhebt Opitz die protestantische Sprache des Mittel- und Norddeutschen zum deutschen Standard und versucht, eine Koalition zwischen der „höfischen (Beamten-) Elite und literarischer Kultur“ zu erreichen – damit schafft er mehr als nur eine Reform in der Poetik, vielmehr erschafft er ein „kulturpolitisches Programm […] als Manifest eines Aufbruchs“, welches bis in die Gegenwart nachhallt.

## Ausgaben
- Martin Opitz: Buch von der Deutschen Poeterey (Studienausgabe). Hrsg. von Herbert Jaumann, Stuttgart 2006, ISBN 978-3-15-018214-7.

## Belege
1. ↑  Vgl. Jaumann, Herbert (2002): Nachwort, in: Ders. (Hrsg.): Martin Opitz – Buch von der Deutschen Poeterey (1624), Ditzingen, S. 197.
2. ↑  Robert, Jörg (2007): Vetus Poesis – nova ratio carminum. Martin Opitz und der Beginn der Deutschen Poeterey, in: Müller, Jan-Dirk/Robert, Jörg (Hrsg.): Maske und Mosaik – Poetik, Sprache, Wissen im 16. Jahrhundert. Berlin (= Pluralisierung & Autorität, 11), S. 399.
3. ↑  Alewyn, Richard (1962): Vorbarocker Klassizismus und griechische Tragödie. Analyse der ,Antigone‘ – Übersetzung des Martin Opitz. Darmstadt [zuerst 1925], S. 112.
4. ↑  Robert: Vetus Poesis, S. 400.
5. ↑  Faber du Faur, Curt von (1954): Der Aristarchus. Eine Neuwertung, in: Publications of the Modern Language Association 69, S. 572.
6. ↑  Faber du Faur: Aristarchus, S. 402.
7. ↑  Robert, Jörg (2004): Martin Opitz und die Konstitution der Deutschen Poetik – Norm, Tradition und Kontinuität zwischen Aristarch und Buch von der Deutschen Poeterey, in: Euphorion 98, S. 281–322, hier S. 289.
8. ↑  Jaumann: Nachwort, S. 195.
9. ↑  Robert: Vetus Poesis, S. 402.
10. ↑  Robert: Vetus Poesis, S. 402.
11. ↑  Robert: Vetus Poesis, S. 404.
12. ↑  Vgl. Robert: Vetus Poesis, S. 404.
13. ↑  Vgl. Robert: Vetus Poesis, S. 405.
14. ↑  Jaumann: Nachwort, S. 196.
15. ↑  Robert: Vetus Poesis, S. 405.
16. ↑  Robert: Vetus Poesis, S. 405 f.
17. ↑  Robert: Vetus Poesis, S. 407.
18. ↑  Robert: Vetus Poesis, S. 407.
19. ↑  Robert: Vetus Poesis, S. 408.
20. ↑  Robert: Vetus Poesis, S. 408.
21. ↑  Vetus Poesis, S. 408.
22. ↑  Vgl. Robert: Vetus Poesis, S. 409.
23. ↑  Vgl. Robert: Vetus Poesis, S. 409.
24. ↑  Robert: Vetus Poesis, S. 412.
25. ↑  Vgl. Robert: Vetus Poesis, S. 412.
26. ↑  Robert: Vetus Poesis, S. 415.
27. ↑  Vgl. Robert: Vetus Poesis, S. 416.
28. ↑  Robert: Vetus Poesis, S. 416.
29. ↑  Vgl. Robert: Vetus Poesis, S. 417.
30. ↑  Jaumann: Nachwort, S. 194.
31. ↑  Robert: Vetus Poesis, S. 417.
32. ↑  Robert: Vetus Poesis, S. 417.
33. ↑  Robert: Vetus Poesis, S. 420.
34. ↑  Robert: Vetus Poesis, S. 428.
35. ↑  Robert: Vetus Poesis, S. 429.
36. ↑  Jaumann: Nachwort, S. 196.
37. ↑  Vgl. Robert: Vetus Poesis, S. 430.
38. ↑  Robert: Vetus Poesis, S. 431.
39. ↑  Robert: Vetus Poesis, S. 432.
40. ↑  Robert: Vetus Poesis, S. 433.
41. ↑  Robert: Vetus Poesis, S. 434.
42. ↑  Robert: Vetus Poesis, S. 419.
43. ↑  Robert: Vetus Poesis, S. 427.
44. ↑  Schröder, Rolf (2009): Buch von der deutschen Poeterey, in: Arnold, Heinz Ludwig (Hrsg.): Kindlers Literatur Lexikon, Bd. 12. 3., völlig neu bearbeitete Auflage. Stuttgart/Weimar, S. 352 f., hier S. 352.
45. ↑  Wels, Volkhard (2018): Kunstvolle Verse – Stil- und Versreformen um 1600 und die Entstehung einer deutschsprachigen „Kunstdichtung“. Wiesbaden, S. 211.
46. ↑  Vgl. zu den 16 Editionen Alewyn, Richard (1963): Martin Opitz – Buch von der Deutschen Poeterey (1624). Nach der Edition von Wilhelm Braune neu herausgegeben von Richard Alewyn. Tübingen, S. VII f.
47. ↑  Jaumann: Nachwort, S. 200.
48. ↑  Kühlmann, Wilhelm (2001): Martin Opitz – Deutsche Literatur und deutsche Nation. Heidelberg, S. 13.
49. ↑  Jaumann: Nachwort, S. 203.
50. ↑  Jaumann: Nachwort, S. 194.